# (964) Subamara
(964) Subamara és un asteroide del cinturó principal descobert per l'astrònom Johann Palisa en 1922 des de l'observatori de Viena, Àustria.
Possiblement deu al seu nom a una combinació de paraules llatines que signifiquen «que és molt amarg».
La seva distància mínima d'intersecció de l'òrbita terrestre és d'1,68927 ua. El seu TJ és de 3,208.
Les observacions fotomètriques recollides d'aquest asteroide mostren un període de rotació de 6,86 hores, amb una variació de lluentor de 10,7 de magnitud absoluta.